# 江燦琳
江燦琳 （1911年—？），台中市人，台中師範畢業後，入日本大學就讀。曾為台灣文藝聯盟會員，作品以詩為主，另有隨筆、評論，散見於《台灣文藝》、《台灣新文學》，以及《台灣新民報》、《台灣新聞》文藝欄。

## 作品
江燦琳的日文詩〈曠野〉，戰後由台灣詩人陳千武翻譯成中文，之後被收錄在陳明台主編的《陳千武譯詩選集》裡。

## 外部連結
- 龍瑛宗隨筆>讀書遍歷記 （页面存档备份，存于）